# Cerodontha quatei
Cerodontha quatei är en tvåvingeart som beskrevs av Mitsuhiro Sasakawa 1996. Cerodontha quatei ingår i släktet Cerodontha och familjen minerarflugor. Inga underarter finns listade i Catalogue of Life.